# Colegas (álbum)
Colegas es un álbum de estudio del cantante puertorriqueño Gilberto Santa Rosa, publicado el 4 de septiembre de 2020. Grabado en el transcurso de siete años, contiene colaboraciones con artistas representativos de la música latina como Tito Nieves, Luisito Carrión, Issac Delgado, Nino Segarra, Víctor Manuelle y Maelo Ruiz.

## Lista de canciones
1. «La familia» (con Tito Nieves)
2. «Camínalo»
3. «Que se sepa» (con Pirulo)
4. «Masacote» (con José Alberto El Canario)
5. «Apaga la luz» (con Luisito Carrión)
6. «Sonerito»
7. «Por la calle del medio» (con Tito Rojas)
8. «Nos vamos a bailar el son» (con Issac Delgado)
9. «Medley Boleros» (con Nino Segarra)
10. «Ocana Sordi» (con Juan José Hernández)
11. «Bailadores» (con Ismaelito Rivera)
12. «El mejor sonero» (con Víctor Manuelle)
13. «Tremendo coco» (con Yan Collazo)
14. «Estoy como nunca» (con Carlitos Ramírez)
15. «Mario Ague» (con Michelle Brava)
16. «Eque tumbao» (con Herman Olivera)
17. «La fonda de Bienvenido» (con Maelo Ruiz)
18. «Ban Ban Quere»
19. «Guateque de Chombo» (con Choco Orta)

Fuente:

## Premios y reconocimientos
En la gala de los Premios Grammy Latinos de 2021, el disco logró una nominación en la categoría mejor álbum de salsa. En los mismos premios, Ana González fue galardonada en la categoría de mejor diseño de empaque por su participación como directora artística de la portada. También obtuvo una nominación en los Premios Grammy como mejor álbum latino tropical.
| Año  | Premio        | Categoría                   | Receptor     | Resultado | Ref.  |
| ---- | ------------- | --------------------------- | ------------ | --------- | ----- |
| 2021 | Grammy        | Mejor álbum latino tropical | Colegas      | Nominado  | [ 6 ] |
| 2021 | Grammy Latino | Mejor diseño de empaque     | Ana González | Ganador   | [ 4 ] |
| 2021 | Grammy Latino | Mejor álbum de salsa        | Colegas      | Nominado  | [ 4 ] |